# Cavour (2004)
Cavour (numer burtowy 550) – włoski lekki lotniskowiec wielozadaniowy, w służbie od 2009 roku. Okręt flagowy włoskiej marynarki wojennej (Marina Militare).

## Historia
Po doświadczeniach z budową i eksploatacją pierwszego w linii włoskiego lotniskowca „Giuseppe Garibaldi” (oficjalnie klasyfikowanego jako krążownik lotniczy), który osiągnął gotowość w 1989 roku, dowództwo włoskiej marynarki wojennej zdecydowało się na zamówienie kolejnego okrętu tej klasy, większego i lepiej przystosowanego do wymagań współczesnego pola walki. Prace projektowe nad nowym okrętem powierzono, podobnie jak w przypadku poprzednika, koncernowi Fincantieri - Cantieri Navali Italiani. Pierwszy zarzucony projekt 148 powstał w 1991 roku, po czym powstawały dalsze projekty coraz większych okrętów (projekty 156 i 160 o wyporności 18–19 tysięcy ton). Początkowo zamierzano połączyć walory lotniskowca i okrętu desantowego, wprowadzając możliwość transportu 160-180 żołnierzy i lekkiego sprzętu w hangarze. Projekt 163 (później 168) z 1997 roku, o wyporności 20 500 ton, zakładał już wprowadzenie zatapialnego doku rufowego mieszczącego cztery barki lub poduszkowiec desantowy, a grupę lotniczą miało tworzyć 16 maszyn. Okręt klasyfikowano jako „nową jednostkę podstawową” – Nuova Unita Maggiore (NUM). W ostatecznej wersji projektu 168A skupiono się jednak na funkcjach lotniczych okrętu, rezygnując z doku i uzbrojenia do zwalczania okrętów podwodnych oraz redukując pomieszczenia dla żołnierzy. Umowę na budowę z koncernem Fincantieri podpisano 22 listopada 2000 roku. Początkowo okręt miał nosić nazwę „Andrea Doria”, jednak wkrótce został przemianowany na „Cavour”. Stępkę pod budowę okrętu położono w stoczni Riva Trigoso w Sestri Levante 17 lipca 2001 roku.
W związku z rozmiarami nowego lotniskowca był on budowany w dwóch sekcjach i jego konstrukcję powierzono jednocześnie dwóm stoczniom: w Riva Trigoso wybudowano śródokręcie z częścią rufową, która została uroczyście zwodowana 20 lipca 2004 roku w obecności prezydenta Włoch Carlo Azeglio Ciampiego. Następnie została przeholowana do stoczni Muggiano w La Spezia, gdzie 15 września 2004 roku połączono ją z powstającym tam dziobem. Próby morskie okrętu rozpoczęły się 18 grudnia 2006 roku.
Po ukończeniu prób okręt został oficjalnie przejęty przez Marina Militare 27 marca 2008 roku. Jego dowódcą został Gianluigi Reversi. Lotniskowiec pozostał w stoczni Muggiano, gdzie kończono jego wyposażanie i uzbrajanie. 10 czerwca 2009 roku okręt otrzymał uroczyście banderę bojową. Został przyjęty do służby liniowej w Marina Militare, przejmując od "Giuseppe Garibaldi" funkcję okrętu flagowego. Jego portem macierzystym jest Tarent.
"Cavour" jest trzecim we włoskiej marynarce okrętem, nazwanym dla uczczenia włoskiego polityka z XIX wieku Camillo Benso hrabiego di Cavour. Jego poprzednikami były transportowiec z końca XIX wieku oraz pancernik "Conte di Cavour", uczestnik obu wojen światowych.
W listopadzie 2021 roku w ramach ćwiczeń interoperacyjności na Morzu Śródziemnym, na „Cavour” lądowały dwa amerykańskie F-35B z lotniskowca „Queen Elizabeth”, na którym z kolei lądowały dwa włoskie F-35B. 

## Charakterystyka taktyczno-techniczna
"Cavour" jest lekkim lotniskowcem wielozadaniowym, zdolnym do prowadzenia działań w ramach zespołów wojsk NATO i w misjach międzynarodowych. Jego uzbrojenie i wyposażenie pozwala na wykorzystanie go jako okręt dowodzenia, ochrony przeciwlotniczej i przeciwpodwodnej, wsparcia dla operacji desantowych oraz jako wsparcie dla akcji humanitarnych w misjach pokojowych i podczas klęsk żywiołowych. Lotniskowiec wykorzystywano też komercyjnie: 30 września 2009 roku na pokładzie okrętu odbyła się prezentacja nowego modelu Fiata Punto Evo dla mediów międzynarodowych.
Na długim na 224 metry kadłubie zabudowany jest pokład lotniczy o wymiarach 220 na 34 metry, z pasem startowym długości 183 m wyposażony w rampę startową o wzniosie 12°. Łączność z pokładem hangarowym zapewniają cztery windy: dwie do transportu samolotów i śmigłowców o nośności 30 ton oraz dwie dla dostarczania amunicji i wyposażenia o nośności 15 ton. Maksymalna szerokość (39 m) i zanurzenie (8,7 m) okrętu są limitowane możliwością bezpiecznego wejścia do portu w Tarencie. Wymiary hangaru: długość 134 m, szerokość 21 m i wysokość 7,2 m pozwalają przewozić tam zarówno część grupy lotniczej, jak i alternatywnie do 24 czołgów podstawowych (obecnie C-1 Ariete), do 50 lżejszych pojazdów opancerzonych (LVTP-7 lub VCC-80 Dardo) albo do 100 samochodów, z możliwością ich załadunku i wyładunku w systemie ro-ro. W hangarze normalnie mieści się 12 śmigłowców lub 4 śmigłowce i 8 samolotów wielkości AV-8B, maksymalnie można tam zmieścić 16 samolotów. Na pokładzie lotniczym można zaparkować 24 samoloty lub śmigłowce.
Napęd lotniskowca, zrealizowany w układzie COGAG, stanowią cztery turbiny gazowe AVIO o mocy 22 MW każda, wspólnie nadające jednostce prędkość maksymalną 28 węzłów. Przy prędkości ekonomicznej 16 węzłów zasięg okrętu wynosi 7000 mil morskich, co oznacza możliwość pozostawania w morzu bez uzupełniania zapasów (autonomiczność) przez 18 dni. Napęd pomocniczy, zasilający systemy "Cavour" w energię elektryczną, składa się z sześciu grup generatorów wysokoprężnych Wärtsilä. Energię elektryczną dostarczają również dwie grupy generatorów zasilanych przez turbiny głównego napędu. Dla ułatwienia manewrowania w portach i na niewielkich przestrzeniach, lotniskowiec został wyposażony w stery strumieniowe na dziobie i rufie. Dla zmniejszenia kołysania "Cavour" posiada dwie pary stabilizatorów aktywnych.
Centrum dowodzenia okrętu (zlokalizowane pod pokładem lotniczym), przewidziane także jako miejsce kierowania połączonymi operacjami w ramach zespołów floty, oferuje 150 w pełni wyposażonych miejsc pracy dla 230 osób. Załogę lotniskowca "Cavour" tworzy 1210 osób. Jest to: 451 osób załogi okrętu, 203 osoby personelu latającego, 140 pracowników centrum dowodzenia oraz 325 żołnierzy piechoty morskiej z pułku San Marco. W razie konieczności w krótkich rejsach można zwiększyć ilość okrętowanych marines o kolejnych 91 żołnierzy. Personel dysponuje na "Cavour" pomieszczeniami bytowymi i socjalnymi o wysokim standardzie.
"Cavour" nie ma grupy lotniczej o stałym składzie. Na jego pokładach może mieścić się do 30 samolotów V/STOL (pionowego i krótkiego startu i lądowania) oraz śmigłowców. Początkowo okrętowano 8–10 samolotów AV-8B Harrier II Plus oraz 10–12 śmigłowców AW101, w wersjach: bojowej SH-101A (przeciw okrętom podwodnym i nawodnym), transportowej UH-101A lub wczesnego ostrzegania EH-101A, z radarem Eliradar HEW-784. Śmigłowiec SH-101A może przenosić torpedy przeciw okrętom podwodnym MU-90 Impact lub pociski przeciwokrętowe Marte. Można tez było używać śmigłowców NH90 (w wersji bojowej NFH lub transportowej TTH) i starszych SH-3D Sea King i Agusta-Bell 212. "Cavour" może także przenosić ciężkie śmigłowce transportowe.
Między 7 grudnia 2018 a 6 maja 2020 roku okręt przeszedł modernizację w Tarencie celu dostosowania go do operowania samolotów F-35B, obejmującą m.in. wzmocnienie pokładu, pokrycie go na powierzchni 4200 m² żaroodporną powłoką i zmiany wyposażenia. 28 stycznia 2021 roku wyszedł po remoncie na ćwiczenia na Morzu Śródziemnym, a następnie na Atlantyku, zawijając 13 lutego do bazy Norfolk. 1 marca 2021 roku u wybrzeży USA po raz pierwszy wylądowały na nim amerykańskie samoloty F-35B i rozpoczęto testy ich bazowania. 30 lipca tego roku natomiast po raz pierwszy wylądował na nim włoski F-35B. Według planów, włoskie F-35B operujące z tego okrętu mają osiągnąć wstępną zdolność bojową do 2024 roku; łącznie ma ich być dostarczone 15.
Uzbrojenie lotniskowca składa się z systemu SAAM/IT, obejmującego 32 wyrzutnie rakietowe pionowego startu dla rakiet przeciwlotniczych Aster 15 o zasięgu 30 km oraz zdwojony system AEM Dardo-F kierujący ogniem dwóch armat uniwersalnych OTO Melara Super Rapid kal. 76 mm i trzech działek automatycznych OTO Melara Oerlikon KBA kal. 25 mm.

## Dalsza literatura
- Maciej Nałęcz. Cavour - śródziemnomorski lotniskowiec. „Morze, Statki i Okręty”. Nr 5/2009. XIV (89), maj 2009. Magnum X. ISSN 1426-529X.
- Sławomir Lipiecki. Cavour – najnowszy lotniskowiec Marina Militare. „Nowa Technika Wojskowa”. Nr 4/2020, s. 76-87, kwiecień 2020. Warszawa: Magnum X.